# 8BitDo
8bitdo és una empresa de fabricació de gamepads amb seu a Hong Kong i Shenzhen fundada el 2013: especialitzada en controladors sense fils d'inspiració retro per a consoles i altres plataformes, també comercialitza adaptadors per a connectar perifèrics de diferents sistemes.
Els seus controls no estan dissenyats per a competir amb els comandaments natius o «professionals», sinó més aïna com a joypads amanosos per a usar amb mòbils Android o iPhone, pissarretes, ordinadors portàtils o microordinadors com els Raspberry Pi, encara que també són compatibles amb MacOS, Nintendo Switch, Steam o Windows; el seu atractiu residix en els dissenys, reminiscents de les videoconsoles clàssiques de Nintendo i altres sistemes com Sega o l'Apple Macintosh

## Cronologia
| A.   | Producte         | Tipus     | Colors   | Bot.   |
| ---- | ---------------- | --------- | -------- | ------ |
| 2014 | FC30             | Bluetooth | Famicom  | 6 + 2  |
| 2014 | NES30            | Bluetooth | NES      | 6 + 2  |
| 2016 | Zero             | BT        | 180 mAh  | 6 + 2  |
| 2016 | RB8-64           | BT        | N64      | 9 + 1  |
| 2017 | FC30 Pro         | BT 4.0    | Famicom  | 8 + 6  |
| 2017 | N30 Pro          | BT 4.0    | NES      | 8 + 6  |
| 2017 | SFC30            | Bluetooth | SFC/PAL  | 6 + 2  |
| 2017 | SN30             | Bluetooth | SNES     | 6 + 2  |
| 2017 | SN30             | 2,4 GHz   | SFC/PAL  | 6 + 2  |
| 2017 | N30 Arcade Stick | BT        | NES      | 8 + 4  |
| 2018 | SN30 Pro         | BT 4.0    | SNES     | 8 + 6  |
| 2019 | SN30 Pro+        | BT 4.0    | SNES     | 8 + 6  |
| 2019 | Lite             | BT 4.0    | Switch   | 12 + 2 |
| 2019 | N30 Mouse        | BT 4.0    | NES      | 6      |
| 2019 | M30              | BT        | MD       | 8 + 4  |
| 2019 | M30              | 2,4 GHz   | MD/SS    | 8 + 4  |
| 2020 | PCE              | 2,4 GHz   | PCE/TG16 | 4 + 2  |

NES30

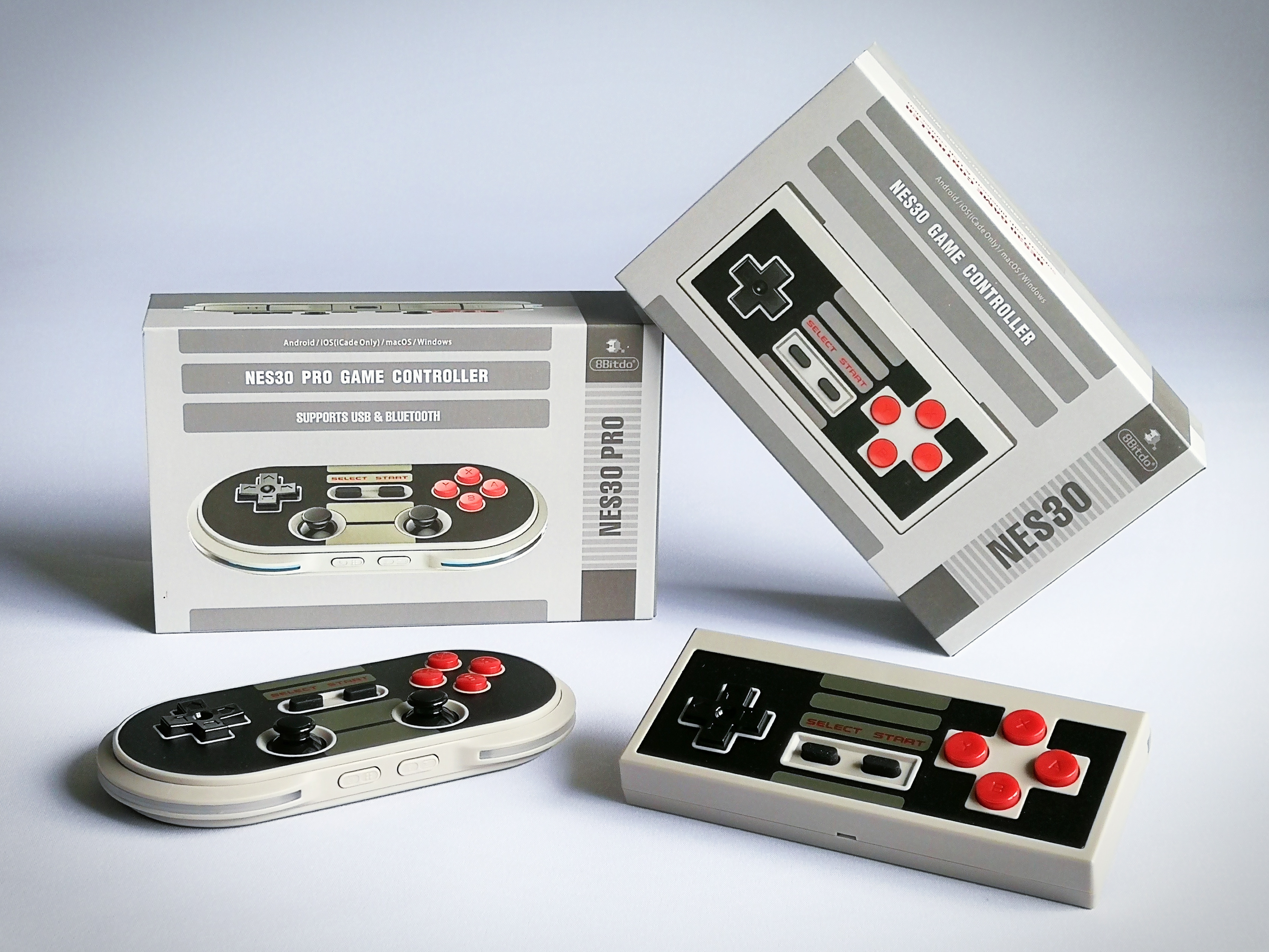
Els NES30 Pro i NES30

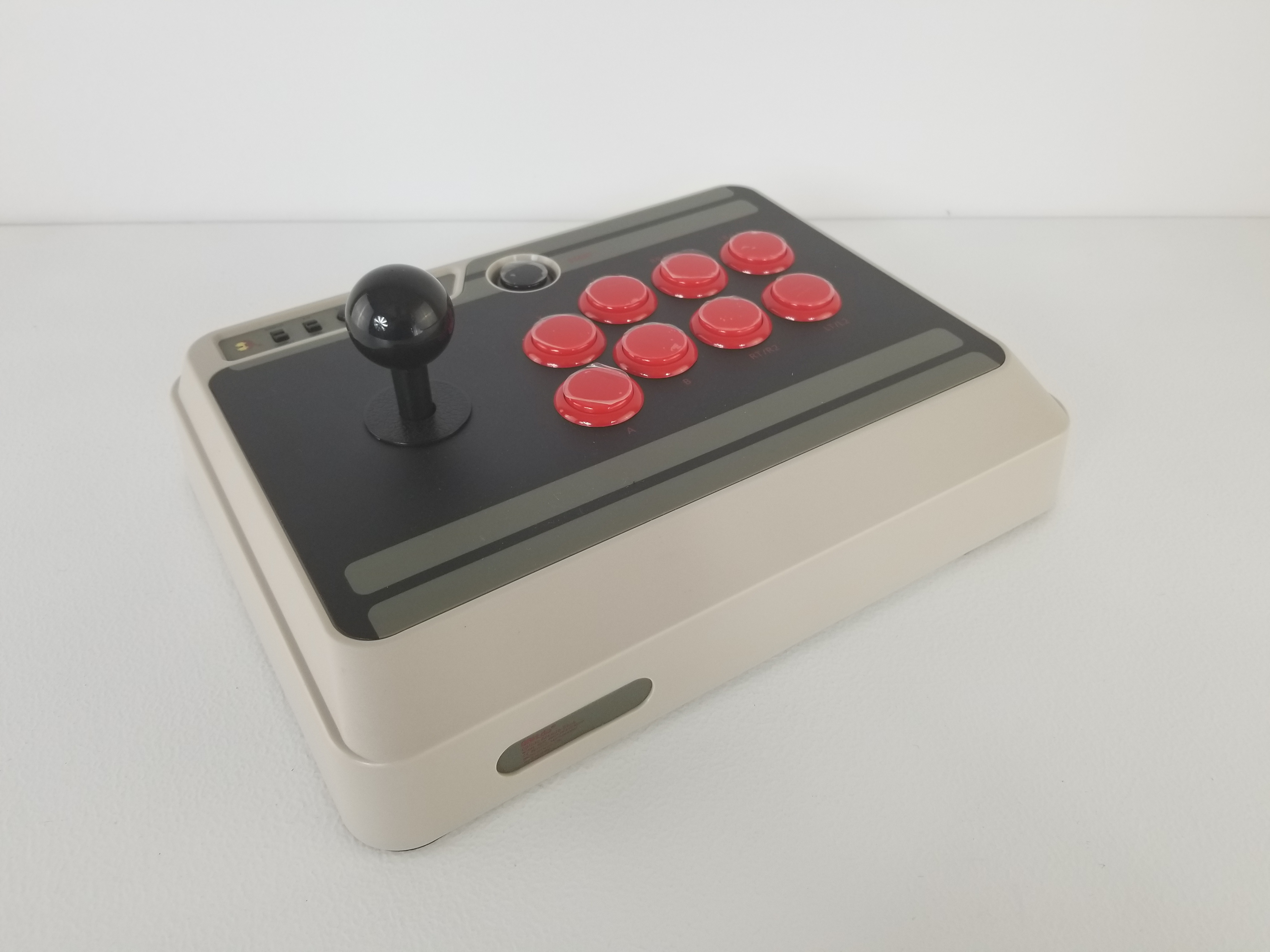
El joystick N30

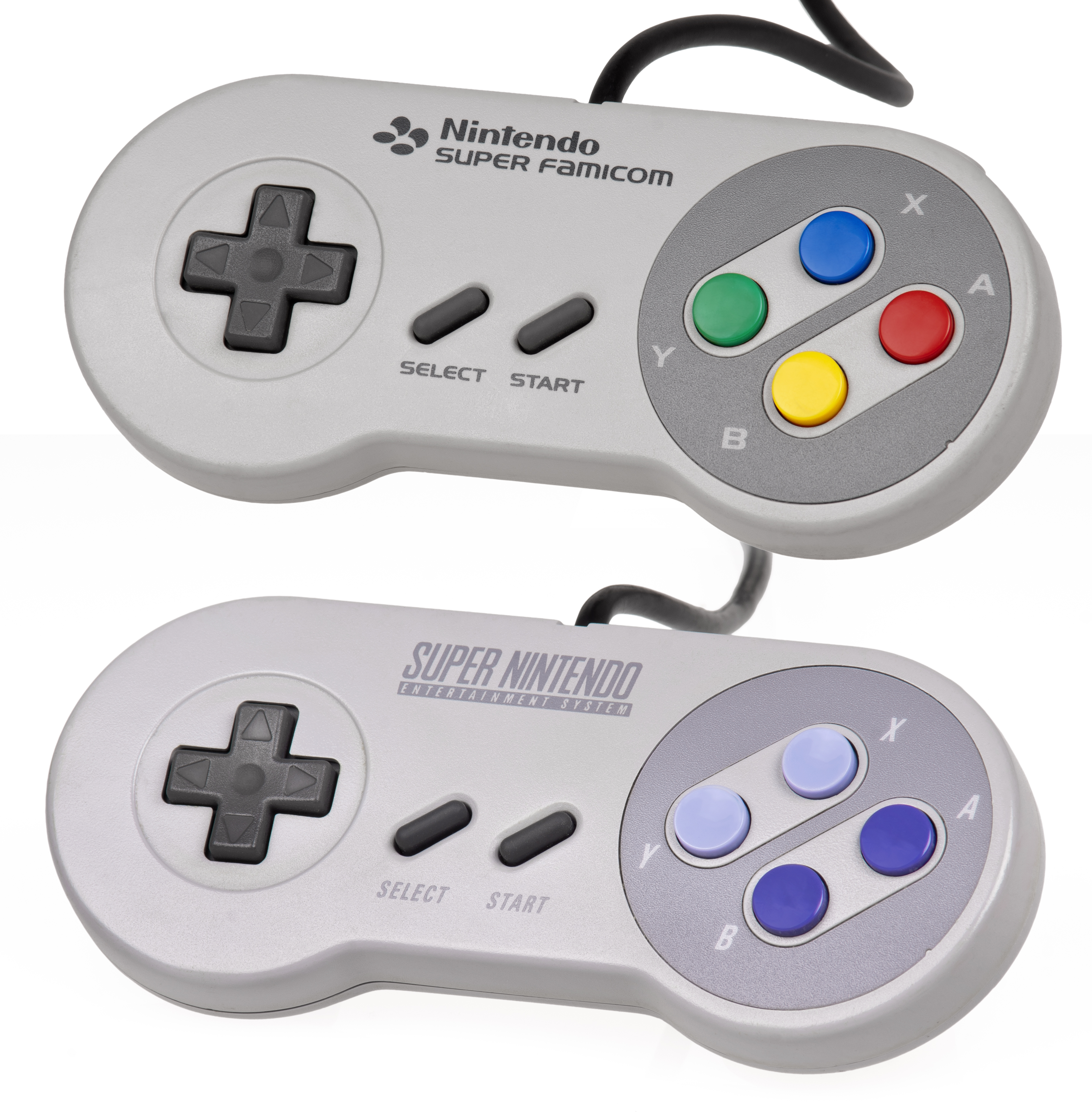
Colors de la SFC i la SNES americana

L'empresa es feu conéixer l'any 2014 amb la producció del NES30, un pad sense fils amb el disseny dels de la Nintendo Entertainment System però amb quatre botons més —X, Y, L i R— com els de la Super Nintendo: el seu nom fa referència al trenté aniversari de la Nintendo Family Computer, estrenada el 1983. El NES30 és compatible per Bluetooth amb sistemes operatius Android, iOS i la Wii, encara que de primeres costava molt de sincronitzar; el paquet incloïa un suport per a mòbil i un cable micro USB per a carregar-lo o actualitzar-lo; el preu d'eixida fon de vint-i-cinc euros.
Zero
El 2016 presentà el model Zero, anunciat com «el controlador Bluetooth més xicotet del món», un joypad de 73 per 35 mil·límetres amb creueta i la disposició de botons del Super Controller, pensat com a complement d'un mòbil o una pissarreta i compatible amb els sistemes habituals, a més d'utilitzable com a substitut del teclat en iOS o com a disparador remot de la càmera. La bateria, de 180 miliampers/hora, es carrega en una hora i pot durar fins a vint hores de joc. La grandària del Zero és també el seu principal inconvenient, ja que no té anses i s'agarra amb els dits; a més, és incompatible amb alguns jocs com Horizon Chase.
RB8-64
El mateix 2016, ja amb una bona reputació com a fabricant, tragué una rèplica del comandament de la Nintendo 64 en col·laboració amb una altra empresa dedicada al retrogaming, RetroBit: llevat del gallet Z, la qualitat i el tacte dels materials és similar als de l'original, amb detalls com el port —no funcional— per al Rumble Pak i l'avantatge de la connexió sense fils, encara que en el moment de la comercialització la compatibilitat amb Wii U no estava implementada i només havia sigut provat en emuladors.
N30 Pro
El 2017 llançà el NES30 Pro, rebatejat en acabant N30 Pro, una versió millorada de l'anterior que manté els colors de la NES però amb un disseny arredonit i l'afegit de dos thumbsticks analògics i dos gallets superiors més, la qual cosa augmenta el número de botons mapables a deu, i sis més per a funcions (select, start, on/off, home, connexió i retorn al menú anterior); a més, els laterals del pad estan il·luminats amb leds. 8bitdo també li afegí compatibilitat per a Steam i Nintendo Switch, a més de Raspberry. No obstant això, la disposició dels botons i la qualitat dels analògics eren els punts dèbils del producte.
El NES30 i el N30 Pro tenen sengles versions inspirades en els comandaments de la Famicom, daurats i bordeus (color), anomenats FC30 i FC30 Pro respectivament; més tard comercialitzà dues versions sense fils dels controller de Super Nintendo, SFC30 i SN30, amb els colors de les versions americana (botons morats amb Y i X còncaus) i japonesa o PAL (amb quatre botons de colors diferents).
N30 Arcade Stick
L'any 2017 produïren llur primer joystick d'estil màquina recreativa amb els colors de la sèrie N30: compatible amb els sistemes habituals per bluetooth, la caixa té huit botons rojos d'acció d'estil Sanwa i disposició Vewlix per a jocs de lluita mà a mà, a més de quatre botonets negres (turbo, pair, select i start, est últim més gran, que també encén el joystick) i dos selectors, un per a triar el mètode d'entrada i l'altre per al tipus de senyal de la palanca; la palanca, de fet, és digital i no té restriccions direccionals, per la qual cosa no té la precisió d'un control analògic. Encara que no es tracta d'un fightstick de gama professional, el preu inferior (79,99 dòlars) i la prestació sense fils el feien atractiu per a la crítica.
S_30
L'any 2018 redissenyà els SFC30 i SN30 amb la inclusió d'un receptor de 2,4 GHz per a les Nintendo Classic Mini (compartit amb els ports de nunchaku dels Wiimote) i el llançament de les versions Pro d'ambdós controls, amb els controls anàlegs i quatre muscles; també se'n comercialitzà un paquet amb un receptor per a usar-los amb les consoles originals.
Encara que els models Pro inclouen funció turbo, giroscopi i vibració, esta última no és d'alta definició.
El 2019 tragué el model SN30 Pro+, amb un disseny que combina l'habitual dels Super Controller amb les banyes dels comandaments de PlayStation, pensat especialment com a substitut del Pro Controller de Switch amb dos gallets i vibració, encara que la resposta d'esta funció no és acurada.
No obstant això, pel caràcter «professional» d'est aparell, l'usuari rep accés al programa 8bitdo Ultimate Software, que permet ajustar la vibració, calibrar els bolets analògics, controlar la sensibilitat dels gallets, remapar els botons i usar macros.
M30
A començaments del 2019 tragué els primers comandaments inspirats en els joypads clàssics de les consoles de Sega: disponibles en versió Bluetooth (negre) i 2.4 Ghz (blanc), els models M30 fan referència a la Megadrive, encara que no són una rèplica exacta dels seus controladors, sinó una mescla entre el pad de sis botons de la MD i la versió japonesa del de la Sega Saturn, amb dos botons més als muscles; el nombre i la disposició dels botons d'acció i la creueta redona el fan ideal per al videojoc de lluita.
Lite
Poc després de l'aparició de la Nintendo Switch Lite, comercialitzà un joypad disponible en els mateixos colors de llançament (blau o groc) amb un disseny característic: de forma rectangular i plana, com la Lite, a més dels dotze botons del sistema compta amb dos creuetes en compte dels thumbsticks analògics, per la qual cosa fan que el seu ús siga poc apropiat per a jocs en moviment de 360 graus, però molt atractiu per a jocs d'acció lineal; com la resta de productes, no només és compatible amb tots els models de Switch, sinó també amb qualsevol dispositiu amb X-Input.
També se'n feu una edició limitada exclusiva per a commemorar el setanté aniversari de la República Popular de la Xina amb els colors (roig i groc) de la bandera.
NES30 Mouse
El 2019 també feu realitat el projecte d'un dissenyador suec, Daniel Jansson, que deu anys abans havia construït una maqueta d'un ratolí (ordinador) inspirat en el NES Controller: 8bitdo adquirí la llicència i el comercialitzà per 24,99 dòlars; el perifèric, que funciona amb una pila AA durant més de cent hores, té dos botons de l'estil dels B i A, entremig dels quals hi ha una part tàctil que fa la funció de la rodeta; a més, té una creueta direccional al costat esquerre que aprofita per a passar pàgina amunt i avall.
Adaptadors
8bitdo també comercialitza diferents receptors Bluetooth per a utilitzar llurs comandaments en sistemes antics, com els Retro Receiver per a NES i SNES, amb les connexions de pins natives d'eixos sistemes.
El 2018 llançà l'adaptador Gbros, un dispositiu bluetooth pensat per a connectar-li comandaments amb cable de GameCube o amb el port de nunchaku per a utilitzar-los en la Switch o PC,
i l'USB Wireless Adapter, de disseny inspirat en els blics del Super Mario Bros., que permet connectar diferents comandaments per bluetooth, entre els quals els Dualshock 4.